# Народни музеј у Битољу
Народни музеј Битољ смештен је у Битољу, у некада Војну гимназију, која је основана 1847. Један од ученика војне гимназије био је и Кемал Ататурк (1896). Један део зграде данас представља музеј Кемала Ататурка (финансирано од Владе Турске), док се други део бави културом Северне Македоније (ТМОРО, Први светски рат, Други светски рат, Хераклеја Линкестис, религија (иконе)).

## Спомен соба Мустафе Кемала Ататурка
Мустафа Кемал Ататурк, велики турски реформатор, је у 1899. године завршио средњу школу у битољској касарни која данас предсавља зграду битољског музеја. Уједно, његов отац је рођен у македонском селу Коџаџик. Спомен соба Мустафе Кемала Ататурка се састоји од неколико експоната из његовог живота, укључујући и документа и факсимиле који нам приказују његову делатност и интиму, као и скице битака, библиотеку. У спомен соби се налази и писмо које представља део једне од најљубазнијих сага на овим просторима. Реч је о поруци битољчанке Елене Карите за Ататтука. Њихова љубав је остала неостварена, па их због тога многи називају битољским Ромеом и Јулијом.
- Фолклор македонске комите
- Спомен соба Кемала Ататурка